# Thorictus ruzskii
Thorictus ruzskii is een keversoort uit de familie spektorren (Dermestidae). De wetenschappelijke naam van de soort werd in 1903 gepubliceerd door Semenov-Tian-Shanskiy.